# 1933 en Palestine mandataire
Chronologie de la Palestine
- 1929
- 1930
- 1931
- 1932
- 1933
- 1934
- 1935
- 1936
- 1937

Cette page concerne les évènements survenus en 1933 en Palestine mandataire :

## Évènements
- Selon les statistiques officielles, 30 327 Juifs ont migré en Palestine en 1933[1].
- 27 octobre : Après la découverte dans le port de Jaffa d'une importante cargaison d'armes destinées à une adresse à Tel Aviv, l'Exécutif arabe lance un appel à la grève générale. Une manifestation à Jaffa, dirigée par le président de l'Exécutif, Musa al-Husayni, tourne à l'émeute. Une foule de plusieurs milliers de personnes attaque la petite force de police qui répond par des coups de matraque et des tirs d'armes à feu. 26 manifestants, un policier sont tués et 187 personnes sont blessés. S'ensuivent six semaines d'émeutes dans toutes les grandes villes, au cours desquelles 24 civils sont tués. Les troubles sont réprimés par la police et non par l'armée. Ils se distinguent des troubles précédents par le fait que les cibles sont les institutions du gouvernement britannique plutôt que les Juifs[2],[3],[4],[5].

## Création
- 1er janvier : Création de la société coopérative d'autobus Egged par la fusion de quatre petites coopératives d'autobus.
- 30 janvier : Le mouvement de jeunesse sioniste Aliyah (en) est fondé en Allemagne dans le but d'organiser la réinstallation de la jeunesse juive en Palestine dans des kibboutzim et des villages de jeunes, où ils seront formés au travail agricole.
- Fondation des kibboutzim et moshavs : Elyashiv (en), Ramot HaShavim et Mishmarot.

## Naissances
- 31 janvier : Shimon Levinson (en), officier de renseignement israélien qui a espionné pour le KGB.
- 4 février : David Golomb (en), économiste et homme politique israélien.
- 14 février : Gedalia Gal (en), homme politique israélien.

## Décès
- 16 juin : Assassinat de Haim Arlosoroff (en), leader sioniste de gauche, alors qu'il se promène avec sa femme sur la plage de Tel Aviv.